# 吳得勳
吳得勳為中國清朝武官官員，本籍福建。行伍出身的吳得勳於1823年（道光3年）奉旨接替陳化成，於台灣擔任台灣水師協副將。而隸屬台灣鎮之下的此官職是台灣清治時期的這階段，全台灣的海防軍事層級最高武將，其統帥三標水營，數千名水師兵勇。翌年年底，因所轄兵勇搶米，降調艋舺營參將。
| 前任： 陳化成 | 台灣水師協副將 1823年上任 | 繼任： 林廷福 |